# 智明権現
智明権現（ちみょうごんげん）は、大山の山岳信仰と修験道が融合した神仏習合の神であり、地蔵菩薩を本地仏とする。神仏分離・廃仏毀釈が行われる以前は、伯耆国角磐山大山寺から勧請されて全国の智明権現社で祀られた。智明大権現、大智明権現、大智明大権現、大山智明大権現、大仙智明大権現ともいう。

## 概要
古代からの大山の山岳信仰に基づく神体そのものである大山を地蔵菩薩の垂迹とした。大山は養老年間、出雲国玉造の俊方によって開基されたと伝承される。『選集抄』によれば、俊方がある日鹿を追って大山に入って鹿を射止めたが、実は射止めたのは鹿でなく地蔵菩薩であり、俊方は殺生の罪深さを悔いて出家し、金蓮と名を改め庵を結んで地蔵菩薩を祀ったとされ、『大山寺縁起』にもほぼ同じ説話がのっている。
神護景雲元年（767年）称徳天皇は勅旨によって、大山の地蔵菩薩に神仏習合に基づいた大智明大権現の宝号を与えた。中世の大山は修験道が盛んであり、やがて大山では修験道から天台が主流となるが、天台宗寺院となった大山寺は平安時代末期から室町時代には160におよぶ社寺が建ち並んだといわれ、一時は大山僧兵三千人と称されるほどの勢力を誇った。
江戸時代にかけて、地蔵菩薩の垂迹である智明権現、観音菩薩の垂迹である霊像権現、文殊菩薩の垂迹である利寿権現が大山三所権現とされた。

## 大山詣
大山は死者の魂が還る地とする大山信仰と仏教の地蔵信仰が融合して、智明権現（地蔵菩薩）に死者供養を祈る大山詣は江戸時代に盛んだった。現在でも、往時の信仰を偲ぶ大山寺三十三カ所地蔵めぐりコースがある。

## 神仏分離・廃仏毀釈
明治維新の神仏分離令による廃仏毀釈によって、修験道に基づく智明権現は廃された。明治4年（1871年）大山寺は大神山神社と天台宗別格本山の角磐山大山寺に強制的に分離された。

## 智明権現を祀る寺院
少数だが廃仏毀釈を乗り越えて、現在でも智明権現を祀る寺院は存続している。
- 角磐山大山寺[4][5]（鳥取県西伯郡）
- 大雄山大賀島寺（岡山県瀬戸内市） - 大智明大権現の春祭
- 佛性山海蔵寺[6][7]（岡山県笠岡市）
- 大宝山千光寺[8]（広島県尾道市）
- 五流尊瀧院（岡山県倉敷市林） - 大仙智明大権現https://g.co/kgs/jygs7qT

## 真言
オン　カカカ　ビサンマエイ　ソワカ